# Dead Rising (игра)
Dead Rising (рус. Восстание мертвецов) — компьютерная игра в жанре action-adventure, разработанная и изданная компанией Capcom. Релиз игры состоялся 8 августа 2006 года в Северной Америке и 8 сентября 2006 года в Европе. Игра имела коммерческий успех, благодаря чему была представлена в линейке Platinum Hits для Xbox 360.
В феврале 2009 года состоялся выход ремейка игры для Wii под названием Dead Rising: Chop Till You Drop. Позже была выпущена версия игры для мобильных телефонов.
Главный герой игры журналист-фотограф Фрэнк Вэст (англ. Frank West), попавший в вымышленный городок Вилламет (англ. Willamette), штат Колорадо, США. Город захвачен ордами зараженных. Одним из последних безопасных мест является огромный торговый центр, куда зомби также успели попасть. Герою необходимо спасать выживших, уничтожать зараженных и психопатов, разгадать загадку инцидента — и всё это за трое суток (72 часа), иначе пилот, нанятый Фрэнком, просто бросит его в городе.
В июле 2016 года стало известно о выходе ремастера игры для Xbox One, PlayStation 4 и Windows. Она вышла 13 сентября 2016 года.

## Игровой процесс
Dead Rising — это игра в жанре action-adventure в открытом мире. У игрока есть 72 часа на всю игру. За это время ему необходимо завершить основную сюжетную линию, выполнив указанные в игре задания. Несмотря на это, игрок не стеснен рамками сюжета — он может исследовать игровой мир свободно, посещая всевозможные локации, находя разнообразные предметы и совершая побочные задания.
Боевая система игры разнообразна. Основная её особенность: игрок волен использовать в качестве оружия почти всё, что ему попадется на пути (это может быть и деревянная палка, и телевизор, и секатор). Несмотря на такое разнообразие, предметы в игре ломаются, причем те, которые не приспособлены для боя, ломаются быстрее. Поэтому в игре есть различное оружие, как для ближнего боя, так и огнестрельное. Каждое оружие имеет индивидуальный стиль, радиус поражения, силу. Огнестрельное оружие не имеет запасных обойм, а также не дает персонажу двигаться (стрелять получается лишь стоя на месте). Помимо разнообразного вооружения, у персонажа есть несколько своих приёмов для атак. Они открываются по мере повышения уровня персонажа.
Помимо убийства зомби, для повышения уровня игроку требуется выполнять различные задания. Чаще это спасение выживших или бой с психопатами. Выжившие находятся в разных частях торгового центра и в разных условиях. Одни могут идти за персонажем, других придется нести или вести. Всех выживших необходимо доставить в безопасное место. Бои с психопатами происходят в разных местах и в разное время. Они очень сильны и имеют большой запас здоровья, при этом наносят много урона. За их убийства игрок получает много опыта. Также игрок может фотографировать, что принесёт ему немного очков опыта.

## Сюжет
Сюжет игры вращается вокруг подвигов Фрэнка Уэста, фотожурналиста, расследующего, почему городок Вилламет в Колорадо в 60 милях к северу от Денвера был закрыт Национальной Гвардией и полицией штата. 19 сентября 2006 года Фрэнк высаживается из небольшого вертолета на крыше городского торгового центра и просит пилота, Эда ДеЛюка, вернуться за ним через 72 часа, полагая, что этого времени ему будет достаточно, чтобы все разузнать. Когда он попадает в торговый центр, он встречает группу людей, которые пытаются забаррикадировать главный вход, чтобы не пустить орды зомби с улицы. Зомби ломают баррикады, когда пожилая женщина открывает двери в тщетных попытках спасти свою собаку; тысячи живых мертвецов попадают в торговый центр. Федеральный агент по имени Брэд Гаррисон убеждает всех отступить в комнату охраны. Он, Фрэнк и ещё четверо человек единственные, кому удается выжить; среди них напарник Брэда женщина по имени Джесси и уборщик торгового центра Отис Вашингтон. Брэд немедленно уходит через вентиляционную шахту, обходя наглухо закрытые железные двери, которые выжившие заварили, чтобы никто не мог их открыть. Прежде чем Фрэнк уходит за Брэдом, Отис дает ему карту торгового центра и рацию, чтобы сообщать обо всем необычном, что он сможет увидеть с помощью камер безопасности. У него также происходит разговор с Джесси, которая проявляет живой интерес к фотографиям блуждающего рядом с главным входом старика, которые сделал Фрэнк. Затем Фрэнк уходит в поисках информации.
Как только Фрэнк снова попадает в торговый центр, он слышит звук позади и оборачивается, чтобы атаковать его источник огнетушителем. Оказывается, это Джесси, которая при стычке упала назад и повредила лодыжку. Она рассказывает Фрэнку, что Брэд в данный момент попал под серьёзный огонь в перестрелке в ресторанном дворике и ему нужна помощь. Фрэнк вызывается помочь, но при условии, что получит информацию, которой располагает Брэд в качестве благодарности. Фрэнк появляется как раз вовремя, чтобы отразить нападение стрелка по имени Карлито Киз, которого он встретил ранее на крыше торгового центра. Фрэнку удается убедить Брэда поделиться информацией, и тот с неохотой согласился рассказать все, что знает, в обмен на помощь в поисках старика с фотографий. Затем он говорит, что он и Джесси являются агентами Национальной Безопасности, и они ищут этого человека с фото, доктора Рассела Барнаби. Брэд и Фрэнк вместе идут к главному входу, где находят Барнаби, который закрылся изнутри книжного магазина, но он отказывается его покидать, пока Брэд не обеспечит ему безопасный выход из торгового центра.
С неработающими средствами связи, чтобы вызвать подмогу, выжившие вынуждены ждать следующего утра. Пока Фрэнк занимается поиском выживших, Джесси замечает на одном из мониторов, как Карлито подвешивает Барнаби без сознания над толпой зомби. Брэд и Фрэнк снова прогоняют Карлито и спасают Барнаби, но Брэд получает огнестрельное ранение в ногу. Теперь, когда Барнаби находится в комнате охраны, а состояние Брэда ухудшается, Фрэнк отправляется в аптеку, чтобы раздобыть лекарства. Когда он прибывает на место, он обнаруживает невменяемого менеджера магазина Стивена Чапмена, который держит в качестве заложника женщину (Фрэнк узнает в ней одного из выживших, которые строили баррикаду). Хоть Фрэнк убивает Стивена и спасает её, она все равно убегает. Он возвращается в комнату охраны с необходимыми лекарствами и начинает следить за мониторами. Когда женщина из супермаркета появляется снова, Фрэнк выслеживает её, ввязывается с ней в стычку, и ему удается победить. Загнанная в угол, девушка представляется Изабеллой и рассказывает, что мужчина, который по ним стрелял на самом деле, её брат. Она соглашается привести Карлито на встречу с Фрэнком, чтобы рассказать всю правду о вырвавшихся на свободу зомби. Фрэнк ждет её в назначенном месте; Изабелла появляется с простреленным плечом под натиском зомби. Когда Фрэнк спасает её от зомби, она рассказывает, что Карлито вышел из себя и так разозлился на неё за попытку организовать встречу, что выстрелил в неё, и ей пришлось от него убегать. Фрэнк относит потерявшую сознание Изабеллу в комнату охраны.
Проснувшись, Изабелла рассказывает, что Барнаби стоял во главе Американской исследовательской лаборатории в вымышленном городе Санта Кабеза в Центральной Америке, родном городе Карлито и Изабеллы. Когда Фрэнк допрашивает Барнаби, он сознается, что его исследовательская лаборатория пыталась найти методы массового производства крупного рогатого скота, но в процессе случайно мутировали местные осы, после получив способность превращать живые организмы в зомби. С помощью укуса жалом они откладывали яйца, которые быстро вылуплялись в личинок и попадали в кровь жертвы; «зомбификация» происходит, когда одна такая личинка полностью развивается в крови, убивая хозяина и полностью устанавливая контроль над его телом. После того как несколько осиных Королев сбежали из лаборатории и инфицировали город Санта Кабеза, правительство США отправило Специальный Отряд, чтобы полностью вычистить весь город. Прикрытием и предлогом для массового убийства стала операция по поимке наркоторговцев. Возмущенный резней своего народа, Карлито выпустил несколько мутировавших ос в Вилламетте в качестве мести, а также шантажировал доктора Барнаби, чтобы тот пришёл в торговый центр и встретил смерть от зомби, которых он помог создать. После того, как Барнаби полностью раскрывает истинную причину заражения, он сам превращается в зомби и нападает на Джесси, однако Брэд стреляет ему в голову прежде, чем Барнаби успевает причинить вред Фрэнку.
Изабелла рассказывает, что вспышка зараженных в Вилламетте это только вершина айсберга; Карлито спрятал несколько зарядов со взрывчаткой в технологических туннелях под торговым центром. Их взрыв распылит личинки в стратосферу, что потенциально может привести к национальной зомби пандемии. Фрэнку удается найти все бомбы и вынести их наружу, где их взрыв не приведёт к катастрофе, в то время как Брэд пытается поймать Карлито. Схватка между ними приводит к тому, что Карлито и Брэд серьёзно ранят друг друга, а Брэда окружают зомби. Фрэнк встречает его как раз, когда он начинает превращаться в зомби, и убивает его из сострадания. После этого Фрэнк и оставшиеся выжившие задумываются как им выбраться в безопасное место. Изабелла рассказывает, что у Карлито есть убежище внутри торгового центра, в котором есть ноутбук с различной информацией, а также глушилка, которая не позволяет Джесси связаться с подмогой. Фрэнк сопровождает Изабеллу к убежищу, и как раз в этот момент Джесси замечает Карлито на мониторах — его схватил сумасшедший мясник в супермаркете по имени Ларри Чан. Фрэнк направляется в холодильные камеры под супермаркетом, и ему удается убить Ларри, прежде чем тот смог перекрутить Карлито в гигантской мясорубке, но Карлито серьёзно ранен и близок к смерти. Фрэнк требует у него пароль от ноутбука, но он отказывается что-либо рассказывать. Фрэнк обещает рассказать историю Санта Кабеза всему миру, и Карлито отдает ему свой медальон с просьбой передать его Изабелле, прежде чем скончаться от полученных ранений. Фрэнк рассказывает о произошедшем Изабелле и отдает медальон. Она немедленно угадывает пароль, основываясь на детских воспоминаниях, связанных с медальоном («Pachamama» — имя, которое её родители и брат часто использовали). Затем она получает доступ к компьютеру и отключает глушилку.
Джесси зовет на помощь, но в ответ ей сообщают, что была санкционирована ещё одна миссия по зачистке города; Специальный Отряд прибывает в торговый центр почти сразу после этого. Несмотря на то, что они согласились сохранить ей жизнь, она превращается в зомби (так как была инфицирована укусом доктора Барнаби) и убивает двух солдат, которые её охраняли. Фрэнк убивает её, когда возвращается в комнату охраны. Записка от Отиса сообщает, что тот украл армейский вертолет и улетел вместе с оставшимися выжившими (которых Фрэнк спас в различных побочных миссиях) в безопасное место. Фрэнк находит убежище вместе с Изабеллой в укрытии Карлито, в то время как солдаты уничтожают зомби. Изабелла просит Фрэнка спасаться самому, в то время как она останется в торговом центре. Фрэнк пробирается через абсолютно пустой торговый центр обратно на вертолетную площадку, чтобы встретиться с Эдом. Вертолет прибывает вовремя, но пока Эд пытается посадить его, зомби в вертолете атакует его, из-за чего Эд теряет управление над вертолетом и врезается в часовую башню в центре парка торгового центра. На первый взгляд игра кончается, так как Фрэнк бессильно падает на колени, принимая поражение и не стараясь спастись от группы зомби, которые подбираются к нему все ближе.
Overtime mode (Сверхурочный режим)
Всё ещё на вертолетной площадке, Фрэнка спасает Изабелла, убив зомби, который вот-вот укусил бы его. Фрэнк теряет сознание; приходит в себя в укрытии Карлито, где Изабелла сообщает ему, что он возможно заражен и у него есть 24 часа, прежде чем он превратится в зомби. Однако, Изабелла считает, что она, возможно, в состоянии сделать противоядие из различных ингредиентов, которые можно найти в торговом центре, и просит Фрэнка найти их. С помощью найденных им предметов оказывается, что Изабелла не может приготовить противоядие, но тем не менее ей удается создать лекарство, которое борется с симптомами и на время способно спасти Фрэнка от превращения. Копаясь в ноутбуке Карлито, они обнаруживают документ, в котором говорится, что Карлито расположил 50 зараженных приёмных детей по всей стране, Фрэнк назвал их «бомбами с замедленным действием».
Когда все ингредиенты были собраны и Изабелла начала работать над лекарством, генератор, питавший убежище, внезапно выключается. Она отправляет Фрэнка к часовой башне в парке, чтобы найти другой. Когда Фрэнк добирается до башни, он обнаруживает огромную дыру под башней, которая ведёт в подземный туннель, кишащий зомби. Фрэнк возвращается и рассказывает об этом Изабелле, которой удается синтезировать из остатков ингредиентов реппеллент, отталкивающий зомби. Фрэнк и Изабелла спускаются в туннель и пробираются по нему до конца, где они встречают двух солдат в джипе, которые охраняют выход. Фрэнк расправляется с ними, и они присваивают себе их джип, чтобы выбраться. Дорогу им преграждает танк, который опрокидывает джип, но Фрэнку удается нейтрализовать танк с помощью пулемета, установленного на джипе. Лидер Специального Отряда Брок Мэйсон появляется из люка, направляет пушку танка на Фрэнка и признается, что это он командовал зачисткой в Санта Кабеза. Однако, система автонаведения танка срабатывает и нацеливается на большую группу зомби сзади, что заставляет Брока отвлечься. Фрэнк пользуется заминкой и запрыгивает на танк, вступая с Броком в рукопашную драку. В конце концов он сбивает Брока в толпу зомби, где того поедают заживо. Изабелла в ловушке на перевернутом джипе, окруженная зомби, Фрэнк поворачивается к небу и кричит.
В эпилоге утверждается, что Фрэнку удалось покинуть Вилламетт и рассказать о случившемся; это заставляет правительство признать о существовании экспериментов с домашним скотом и взять на себя ответственность. Судьба Изабеллы была открыта в сиквеле, где благодаря её исследованиям было изобретено лекарство «Зомбрекс». Также Изабелла появляется в дополнении к Dead Rising 2: Case West и Dead Rising 3. Информация о плане Карлито с пятьюдесятью сиротами подтвердилась и получила развитие в третьей части игры. Игра заканчивается цитатой: «И пожаловался он потом, что остался с пустым животом». Это немного видоизмененная строчка из английской народной песенки о Робине Бобине, обжоре, который поедал людей.

## Отзывы
| Сводный рейтинг       | Сводный рейтинг |
| Агрегатор             | Оценка          |
| --------------------- | --------------- |
| GameRankings          | 85,10 %         |
| Русскоязычные издания |                 |
| Издание               | Оценка          |
| «Страна игр»          | 8,0/10          |

## Комментарии
1. ↑  Портированием игры на Windows, PlayStation 4, Xbox One занималась компания QLOC.